# Sigrid Plundrich
Sigrid Plundrich (* 24. September 1979 in Ebenhofen) ist eine deutsche Opern- und Konzertsängerin (Sopran).

## Leben
Sigrid Plundrich studierte Gesang an der Hochschule für Musik und Theater München und Musiktheater an der Bayerischen Theaterakademie August Everding. Zu ihren Lehrern zählten unter anderem Wolfgang Brendel, Helmut Deutsch, Frieder Lang und Christian Gerhaher. Während dieser Zeit besuchte sie zudem Meisterkurse bei Krisztina Laki, Christoph Prégardien und Peter Konwitschny. Sie ist Stipendiatin des Deutschen Bühnenvereins.
Von 2007 bis 2010 war Sigrid Plundrich am Staatstheater am Gärtnerplatz engagiert. Seit 2010 ist sie freischaffend tätig. Gastengagements führten sie an mehrere europäische Opernhäuser, darunter der Palacio de la Opera in La Coruña (Spanien), das Prinzregententheater München, die Operette Balzers (Fürstentum Liechtenstein), sowie die Stadttheater in Augsburg und Erlangen.
Im Rahmen ihrer Konzerttätigkeit sang die Sopranistin unter anderem die Matthäuspassion und das Weihnachtsoratorium von Johann Sebastian Bach, Paulus von Felix Mendelssohn Bartholdy, Die Schöpfung und die Jahreszeiten von Joseph Haydn, Carmina Burana von Carl Orff und die 9. Sinfonie von Ludwig van Beethoven. Dabei arbeitete sie zusammen mit Bruno Weil, Dennis Russell Davies, Markus Poschner, Christian Thielemann, Antoni Ros-Marbá, den Münchner Philharmonikern, dem Tafelmusik Baroque Orchestra, dem Tonkünstler-Orchester Niederösterreich, der Deutschen Kammerphilharmonie Bremen und dem Konzerthausorchester Berlin.

## Partien (Auswahl)
- Benjamin Britten: Ein Sommernachtstraum (Helena)
- Franz Lehár: Das Land des Lächelns (Lisa)
- Franz Lehár: Die lustige Witwe (Hanna Glawari)
- Carl Millöcker: Gasparone (Gräfin Carlotta)
- Wolfgang Amadeus Mozart: Die Gärtnerin aus Liebe (Arminda)
- Wolfgang Amadeus Mozart: Die Entführung aus dem Serail (Konstanze)
- Wolfgang Amadeus Mozart: Le nozze di Figaro (Contessa Almaviva)
- Wolfgang Amadeus Mozart: Don Giovanni (Donna Anna)
- Franz von Suppè: Boccaccio (Isabella)
- Peter I. Tschaikowsky: Eugen Onegin (Tatjana)

## Diskografie

### Alben
- 2016: Ludwig van Beethoven 9. Sinfonie
- 2012: Liederwelten und instrumentale Poesie/ Wilhelm Killmayer zum 85. Geburtstag
- 2010: Robert Schumann Manfred, op. 115
- 2007: Robert M. Helmschrott Deutung des Daseins
- 2006: Heinrich Kaminski Das geistliche A-Cappella-Werk

### DVD
- 2005: Karl Amadeus Hartmann Das Wachsfigurenkabinett